# Bill Talbert
William Franklin Talbert, né le 4 septembre 1918 à Cincinnati et mort le 28 février 1999 à New York, est un joueur de tennis américain.
Il a remporté neuf titres du Grand Chelem, en double messieurs et en double mixte.
Il est membre du International Tennis Hall of Fame depuis 1967.